# Erik Sparre (1816–1886)
Erik Josias Filip Sparre af Söfdeborg, född 2 mars 1816 på Gävle slott i Gävle, död 17 juni 1886 i Vänersborg, var en svensk greve, ämbetsman och riksdagsledamot.

## Biografi

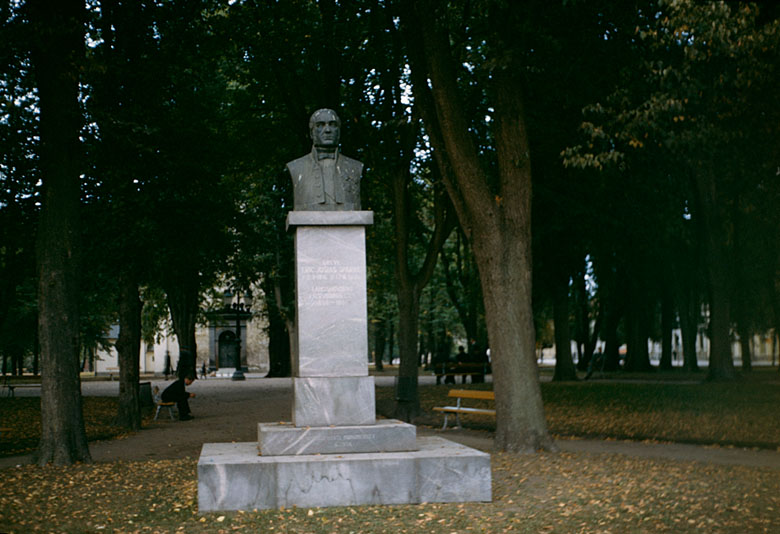
Byst i Vänersborg, utförd av Carl Fagerberg invigd 1936.

Han var son till landshövdingen Erik Samuel Sparre och Catharina Ulrika Montgomery (1787–1866) född i adelsätten Montgomery samt brorson till justitierådet och landshövdingen Carl Georg Sparre.
Sparre blev student vid Uppsala universitet den 22 mars 1833 och den 16 juni 1836 promoverades han till filosofie magister av Erik Gustaf Geijer. År 1840 avlade han juris kandidatexamen från Uppsala universitet. Under många år tjänstgjorde han på Svea hovrätt, från 1840 som auskultant, från 1849 som adjungerad ledamot och från 1850 som assessor. Efter att ha innehaft åtskilliga domarförordnanden blev han vice häradshövding 1844. Åren 1844–1886 var han riksdagsledamot, 1844–1865 som representant för adelsståndet, 1867–1869 invald i första kammaren av Älvsborgs län och 1870–1886 invald i andra kammaren i valkretsen för städerna Vänersborg och Åmål. Han var ordförande i lagutskottet 1848–1877 - med undantag för år 1873 - och andra kammarens ålderspresident 1874–1886. Sparre var politiskt konservativ, protektionistisk och starkt engagerad för skandinavismen. Han var ledande inom junkerpartiet, en aristokratisk grupp inom lantadeln som hade goda relationer till kronprins Karl, sedermera Karl XV.
Sparre var landshövding i Älvsborgs län 1858–1886 och skall vid ett tillfälle när hans kunskaper ifrågasattes av riksdagen ha yttrat: "Visserligen är jag icke någon fullkomlig landshövding, men jag vet tjugotre landshövdingar, som äro sämre än jag". Mycket av kritiken kom sig av hans misslyckade villaprojekt i Årstadal vid Liljeholmen. Sparre köpte Årsta säteri 1876. Ett år senare började han upplåta tomter för bostadsbebyggelse på gårdens ägor, närmare bestämt i sluttningen öster om järnvägen vid den sanka Årsta äng.
"Ny förstad till Stockholm vid Liljeholmen!
Byggnadstomter vid Liljeholmen vackert belägna vid sjö säljas till billigt pris. Plan och tomtkarta jemte öfriga upplysningar hos ingeniör Smith, Akademigränd 6."
De villkor som gavs tomtköparna var emellertid inte speciellt fördelaktiga. Tomterna uppläts på arrende för en tid av 50 år. Efter arrendetiden skulle tomt med bostadshus återgå till ägaren i prima skick. Följden blev att de villor som byggdes var hastigt byggda, eller t o m halvfärdiga träkåkar som snart förvandlades till ruckel. Den svåra bostadsbristen gjorde att exploateringen tog fart. Många av de arrendatorer som uppförde hus kom aldrig att bo där själva. Istället delade man upp husen i lägenheter för att hyra ut till ännu mindre bemedlade människor. Eftersom tomterna kom att arrenderas ut utan tillgång till vare sig vatten eller  avlopp fick snart området stora sanitära problem. Många av både de bemedlade och mindre bemedlade husägarna kom att känna sig grundlurade av greve Sparre. Något tal om tomter vid denna vackert belägna sjö var det inte. Området var sankt och kom helt att sakna gator och dränering. Sparre struntade helt i de sanitära förhållandena, fastän han år 1882 blivit uppmanad av kommunalnämnden att anlägga avlopp och rännstenar i samhället, samt dränera marken. Resultatet blev snart att epidemier utbröt i med flera dödsoffer som följd, mot detta gjordes dock ingenting, istället upplät greven flera byggnadstomter på sina marker. Sparres  hastiga död omöjliggjorde sedan vidare utredningar i frågan.
Hans död 1886 i Vänersborg var en olyckshändelse, då hästen till hans ekipage skenade och droskan välte ner i diket i en skarp kurva. Sparre avled klockan 17.40 på residenset dit han förts.
Sparre var engagerad i näringslivsfrågor och pådrivande för utbyggnaden av järnvägsnätet, bland annat utverkade han medel för Uddevalla-Vänersborg-Herrljunga Järnväg, Kindsbanan samt Dalslands kanal.
Han var från den 30 december 1851 gift med sin kusin Ottiliana Sparre (1820–1900), dotter till greve Fredrik Vilhelm Sparre av Söfdeborg och grevinnan Beata Ulrika Lagerberg. Parets äldsta barn var Louise Ulrika Sparre af Söfdeborg som var hovdam och byggherre för Lejondals slott i Uppland.

## Bilder

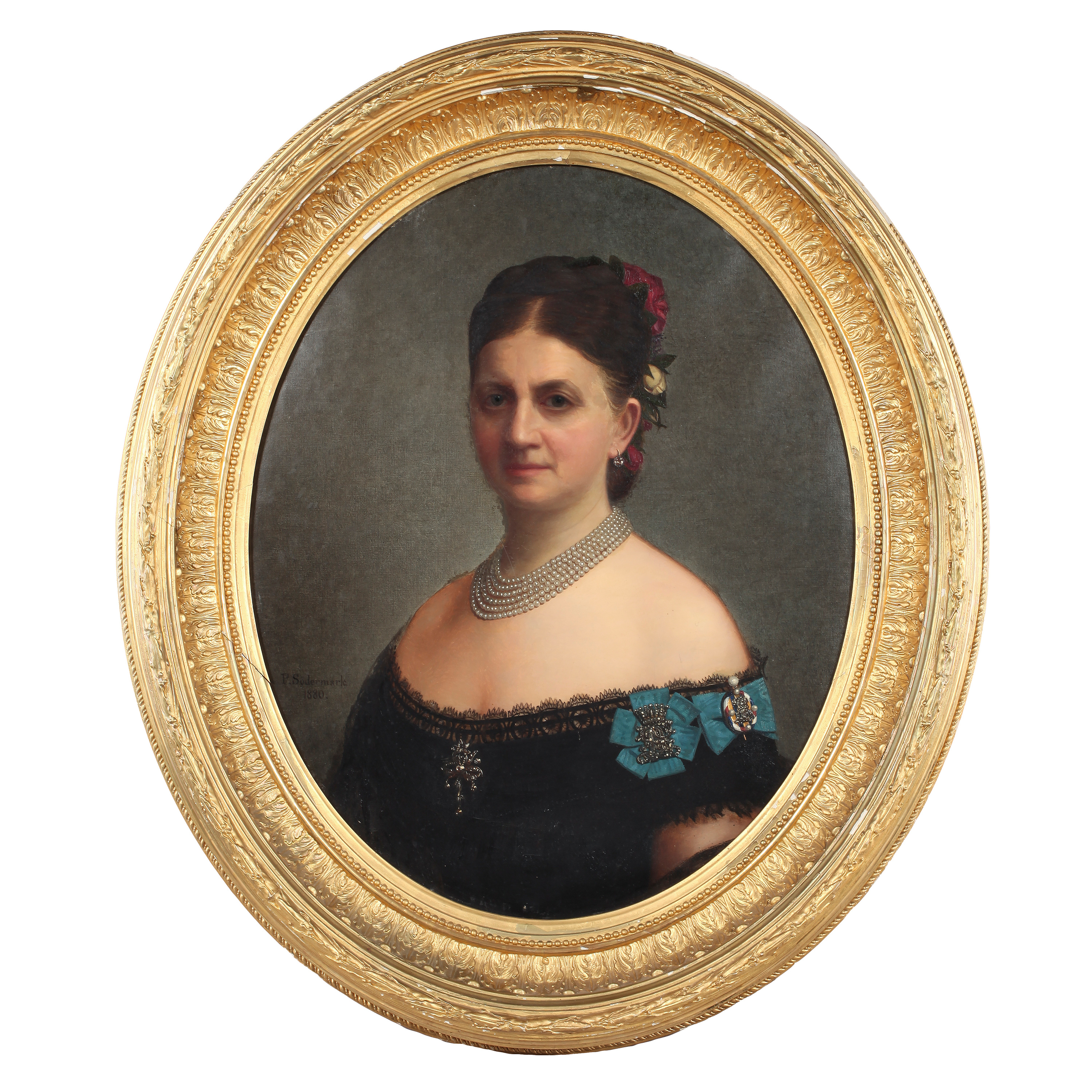
Erik Sparres hustru Ottiliana Sparre, avporträtterad 1880 av Per Södermark. Hon är iklädd aftontoalett med ett sexradigt pärlcollier.